# Niederjochferner
Der Niederjochferner ist ein Gletscher in den Ötztaler Alpen, der sich vom Similaun in nordwestlicher Richtung erstreckt. Auf letzteren Gipfel geht die Bezeichnung Similaungletscher zurück, die vor allem journalistisch verwendet wird. Der Gletscher besitzt einen westlichen und einen östlichen Arm, er liegt größtenteils in Österreich, ein Teil des westlichen Arms befindet sich auf italienischem Staatsgebiet und ist Teil des Naturparks Texelgruppe. Westlich oberhalb des westlichen Arms befindet sich am namensgebenden Niederjoch die Similaunhütte.
Die Gletscherzunge des in den letzten Jahren recht stark zurückgegangenen Gletschers reicht etwa bis auf eine Höhe von 2820 m hinab, der Gletscher entwässert über den Niedertalbach, an dem die Martin-Busch-Hütte liegt, und weiter ab  Vent über die Ötztaler Ache.
Der weiter westlich liegende, kleine, namenlose Gletscher unterhalb des Tisenjochs, der als Fundort der Gletscherleiche Ötzi bekannt wurde, war früher ein Tributärgletscher des Niederjochferners, ist heute jedoch von diesem getrennt. Die Fundstelle des Ötzis befindet sich ca. 70 m nordöstlich vom errichteten Ötzi-Denkmal.